# Otto Gross
 (février 2024).
La mise en forme du texte ne suit pas les recommandations de Wikipédia : il faut le « wikifier ».
Les points d'amélioration suivants sont les cas les plus fréquents. Le détail des points à revoir est peut-être précisé sur la page de discussion.
- Les titres sont pré-formatés par le logiciel. Ils ne sont ni en capitales, ni en gras.
- Le texte ne doit pas être écrit en capitales (les noms de famille non plus), ni en gras, ni en italique, ni en « petit »…
- Le gras n'est utilisé que pour surligner le titre de l'article dans l'introduction, une seule fois.
- L'italique est rarement utilisé : mots en langue étrangère, titres d'œuvres, noms de bateaux, etc.
- Les citations ne sont pas en italique mais en corps de texte normal. Elles sont entourées par des guillemets français : « et ».
- Les listes à puces sont à éviter, des paragraphes rédigés étant largement préférés. Les tableaux sont à réserver à la présentation de données structurées (résultats, etc.).
- Les appels de note de bas de page (petits chiffres en exposant, introduits par l'outil «  Source ») sont à placer entre la fin de phrase et le point final[comme ça].
- Les liens internes (vers d'autres articles de Wikipédia) sont à choisir avec parcimonie. Créez des liens vers des articles approfondissant le sujet. Les termes génériques sans rapport avec le sujet sont à éviter, ainsi que les répétitions de liens vers un même terme.
- Les liens externes sont à placer uniquement dans une section « Liens externes », à la fin de l'article. Ces liens sont à choisir avec parcimonie suivant les règles définies. Si un lien sert de source à l'article, son insertion dans le texte est à faire par les notes de bas de page.
- La présentation des références doit suivre les conventions bibliographiques. Il est recommandé d'utiliser les modèles {{Ouvrage}}, {{Chapitre}}, {{Article}}, {{Lien web}} et/ou {{Bibliographie}}. Le mode d'édition visuel peut mettre en forme automatiquement les références.
- Insérer une infobox (cadre d'informations à droite) n'est pas obligatoire pour parachever la mise en page.

Pour une aide détaillée, merci de consulter Aide:Wikification.
Si vous pensez que ces points ont été résolus, vous pouvez retirer ce bandeau et améliorer la mise en forme d'un autre article.
Pour les articles homonymes, voir Gross.
Otto Hans Adolf Gross, né le 17 mars 1877 à Gniebing en Styrie et mort le 13 février 1920 à Berlin, est un médecin, psychiatre et psychanalyste autrichien. 
Disciple non conformiste de Sigmund Freud, il devient anarchiste et rejoint la communauté libertaire du Monte Verità à Ascona. 
Quelque peu oublié de l'histoire de la psychanalyse, Otto Gross a néanmoins influencé les artistes berlinois du mouvement Dada et est considéré comme l'un des précurseurs des théories de la libération sexuelle ainsi que du freudo-marxisme.

## Biographie
Otto Gross est le fils de Hans Gross (1847-1915), magistrat autrichien influent, et l'un des pères de la criminologie. Il reçoit une éducation très rigoriste dans une famille aristocratique et fortunée, sous l'égide d'un père très autoritaire. Il est éduqué essentiellement par des précepteurs et dans des écoles privées.
À 22 ans, il obtient son doctorat le 22 décembre 1899, à Graz, et s'engage en 1901 comme médecin dans la compagnie maritime hambourgeoise Kosmos. À la suite d'un voyage en Amérique du Sud, il devient toxicomane. À son retour, il travaille à Graz sous la direction du neurologue et psychiatre Gabriel Anton. Il s'oriente vers la psychiatrie, exerçant dans les cliniques de neuropsychiatrie de Munich et de Graz. Il se tourne vers des recherches psycho-sexuelles.

### Psychanalyse
Devant subir plusieurs cures de désintoxication, il fait des séjours au Burghölzli près de Zurich dès 1902. En 1903 il épouse Frieda Schloffer. Il rencontre en 1904 Sigmund Freud, et adhère à la pratique psychanalytique. Il devient durant quelques années un disciple enthousiaste et remarqué par Freud bien qu'il interprète la psychanalyse en la liant notamment aux théories organicistes de Carl Wernicke.

### Bohème et anarchisme
En 1906, Otto et Frieda Gross s'installent à Munich où Otto devient l'assistant d'Emil Kraepelin. Le couple fréquente la bohème intellectuelle et anarchiste de Schwabing au sein de laquelle Gross rencontre l'anarchiste Erich Mühsam — qu'il influencera dans sa conception d'une révolution réunissant les classes « criminelles » de la société — et découvre les travaux de Johann Jakob Bachofen sur le matriarcat, qui l'inspirent fortement. La même année, il obtient une chaire de psychopathologie à la faculté de médecine de Graz et, l'année suivante, a deux fils, de sa femme Frieda Gross et d'Else Jaffé-von Richthofen, future maîtresse de Max Weber, qu'il prénomme chacun Peter. Il démissionne en 1908, sombrant progressivement dans la marginalité sociale, la toxicomanie et la révolte. Carl Gustav Jung le traite lors de sa seconde cure en mai-juin 1908, notamment par une psychanalyse de deux semaines qui se termine par une fugue de Gross de l'hôpital psychiatrique. Jung lui diagnostique une démence précoce.

### Le mouvement de réforme de la vieLebensreform
À partir de 1905, Otto Gross fréquente la colonie Monte Verità à Ascona, en Suisse, haut lieu du Lebensreform. Au cours de différents séjours entre 1905 et 1911, il y promeut une forme d'utopie féministe matriarcale dans laquelle la femme est centre de tout, et prône une liberté des mœurs et la polygamie volontaire en compagnie de plusieurs femmes de l’intelligentsia allemande ou du mouvement anarchiste, ce que Marianne Weber nomme une forme de « communisme sexuel ». Frieda von Richthofen, sœur d'Else, qui compte également parmi les maîtresses d'Otto Gross, fait découvrir les théories de la psychanalyse révolutionnaire à son mari D. H. Lawrence. À Ascona, Gross exerce une influence importante sur les artistes expressionnistes comme Karl Otten et Franz Werfel ainsi que sur les anarchistes et les penseurs radicaux. C'est à Monte Verità en 1906 qu'il aide au suicide son amie et patiente Lotte Hatemmer en lui procurant du poison ; il n'échappe aux poursuites qu'en acceptant de se soumettre à un traitement psychiatrique imposé par son père. Cette première analyse sous la direction de Carl Gustav Jung au Burghölzl est un échec. En 1908, il a une fille, Camilla, de sa relation avec l'écrivaine suisse Regina Ullmann (en).
Durant l'été 1910, il s'y installe avec la peintre Sophie Benz qui se suicide en sa présence l'année suivante, ce qui le plonge dans un profond désarroi et le conduit à un traitement psychiatrique de plus de six mois. Frieda vit quant à elle à Ascona, à partir de 1911, avec le peintre anarchiste Ernst Frick avec lequel elle aura trois filles.

### Franz Jung
Poursuivi par la police de plusieurs pays pour son activisme anarchiste et parce qu'on le soupçonne d'être impliqué dans les morts de Lotte Hatemmer et de Sophie Benz, il est de retour à Berlin où il fréquente assidûment le jeune écrivain anarchiste Franz Jung avec lequel il fonde la revue Sigyn, publication qui a pour ambition de proposer « les bases d’une psychologie individuelle comme ébauche d’un changement radical d’une société aux prises avec des problèmes de culture et d’économie » et où se reflète sa pensée anarchiste. Au-delà de Franz Jung, il exerce une influence considérable sur des artistes tels que Raoul Hausmann, Hannah Höch et ceux qui créeront le dadaïsme berlinois.
Il est arrêté au domicile de Jung par les forces de l'ordre en novembre 1913, sur intervention de son père qui veut l'éloigner de ses fréquentations anarchistes et révolutionnaires. Remis aux autorités autrichiennes, il est interné comme « anarchiste mentalement dérangé » dans un établissement psychiatrique à Tulln où il est déclaré irresponsable, son père obtenant sa mise sous tutelle. A l'instigation de son ami Franz Jung, un mouvement de solidarité de l'intelligentsia engagée de l'époque — réunissant entre autres Blaise Cendrars, Simon Guttmann, Ludwig Rubiner, René Schickele, Guillaume Apollinaire et certains expressionnistes — mène une campagne de presse contre Hans Gross pour obtenir la libération de son fils, présenté comme l'un des plus éminents psychologues dont les travaux sont ceux d'un esprit contemporain remarquable. Blaise Cendrars s'inspirera par ailleurs d'Otto Gross pour son personnage de Moravagine.

### Première Guerre mondiale
Toujours sous curatelle de son père pour cause d'aliénation, Otto est ensuite transféré dans une institution psychiatrique de Silésie en 1914 mais peut néanmoins travailler à la clinique comme assistant médecin. En juillet 1914, il suit une thérapie avec Wilhelm Stekel à Bad Ischl. La Première Guerre mondiale permet à Otto Gross de reprendre des activités de médecin, s’enrôlant comme bénévole dans l’armée allemande et travaillant dans divers hôpitaux en Galicie, à Vienne, en Slavonie, en Roumanie et dans le Banat.
À la suite de la disparition de la figure tutélaire de son père, en 1915, affaibli par la drogue, Otto Gross périclite progressivement. Il entame néanmoins une relation avec Marianne Kuh, sœur de l'écrivain Anton Kuh (de), avec laquelle il a une fille, Sophie Templer-Kuh (1916-1921). Il envisage d'épouser Marianne alors qu'il a également des liaisons avec ses deux sœurs. En 1916, il est à nouveau interné pendant six mois pour toxicomanie à Temesvar, en Roumanie, avant d'être confié à un établissement psychiatrique à Steinhoff (de), près de Vienne, en 1917. Sa curatelle pour aliénation est levée et transformée en curatelle limitée pour toxicomanie et il se rend à Prague où il fréquente les cercles de Franz Kafka, Max Brod et Franz Werfel.

### Dernières années
À la fin de la guerre, Gross vit à Munich et à Vienne en compagnie de sa mère, il est hébergé ensuite chez Franz Jung et son épouse à Berlin et rédige une auto-analyse qui paraîtra dans son livre Du besoin sexuel à la catastrophe sociale.
Miné par les souvenirs de son enfance et de sa relation conflictuelle avec son père, Gross s'isole progressivement de ses amis, se brouille avec les Jung dont il quitte le domicile et sombre dans la marginalité.
Fatigué et moralement ruiné, victime de sa toxicomanie et de malnutrition (Gross était végétarien depuis toujours), il contracte une pneumonie au début de l'année 1920. Hospitalisé le 11 février au sanatorium Scholinus de Berlin, atteint d'une dénutrition complète qui ne peut plus être traitée, il meurt deux jours plus tard. Un infirmier rapporte que « le docteur en médecine Otto Gross, âgé de 42 ans et de religion mosaïque, est décédé à 5 heures du matin. Il a couché durant la nuit dernière dans un passage inutilisé conduisant à un entrepôt. Une pneumonie, aggravée par la sous-alimentation, ne pouvait plus être traitée ».
Lui rendant hommage dans la revue Sowjet en mai 1920, le psychologue Otto Kaus écrit : 

« Les meilleurs esprits révolutionnaires d'Allemagne ont été éduqués et directement inspirés par lui. Dans beaucoup de créations de la jeune génération on trouve la marque de ses idées avec la passion spécifique et les conséquences lointaines qu'il a su inspirer ».

## Sa place dans l'histoire de la psychanalyse
D'abord propagandiste des idées de Freud, Otto Gross est remarqué par ce dernier pour son enthousiasme. Mais devant le tour trop original et révolutionnaire que prennent ses positions, Freud finit par désavouer Gross en le jugeant hérétique et dangereux pour le développement de la psychanalyse.
En effet, Otto Gross construit des théories psychanalytiques auxquelles il mêle ses convictions philosophiques pour prôner la liberté sexuelle. Il recueille ainsi la réprobation de Freud, ce qui est d'autant plus remarquable qu'au début de son engouement pour la psychanalyse et probablement sous l'influence de C. G. Jung, il déniait à la sexualité le rôle central que Freud lui accorde dans la formation des névroses.
Avec Wilhelm Reich, Otto Gross est un des théoriciens fondateurs de la libération sexuelle, mais après sa mort, il a été un des grands oubliés de l'histoire de la psychanalyse. Ses théories révolutionnaires en psychanalyse sont fondatrices du freudo-marxisme.
Vincent Cassel interprète son personnage dans le film de David Cronenberg, A Dangerous Method (2011).

## Publications

### En allemand (par ordre chronologique)
- « Zu den cardiorenalen Theorien » Wiener klinische Wochenschrift Bd. 14. 1901, Nr. 2, p. 47-48
- Compendium der Pharmako-Therapie für Polikliniker und junge Ärzte, Leipzig: Vogel 1901
- « Zur Frage der socialen Hemmungsvorstellungen » Archiv für Kriminal-Anthropologie und Kriminalistik Bd. 7. 1901, Nr. 1/2, p. 123-131
- « Über Vorstellungszerfall » Monatsschrift für Psychiatrie und Neurologie Bd. 11. 1902, p. 205-212
- « Zur Phyllogenese der Ethik » Archiv für Kriminal-Anthropologie und Kriminalistik Bd. 9. 1902, p.101-103
- Die cerebrale Sekundärfunction, Leipzig: Vogel 1902
- « Die Affektlage der Ablehnung » Monatsschrift für Psychiatrie und Neurologie Bd. 12. 1902, p. 359-370
- « Beitrag zur Pathologie des Negativismus » Psychiatrisch-neurologische Wochenschrift Bd. 26. 1903, p. 269-273
- « Ueber die Pathogenese des spezifischen Wahns bei Paralytikern » Neurologisches Zentralblatt Bd. 17. 1903, p. 843-844
- « Ein Todesfall infolge von latentem Aneurysma arteriae vertebralis » Wiener klinische Wochenschrift Bd. 17. 1904, p. 105-107
- « Über Bewusstseinszerfall » Monatsschrift für Psychiatrie und Neurologie Bd. 15. 1904, p. 45-51
- « Zur Biologie des Sprachapparates » Allgemeine Zeitschrift für Psychiatrie und ihre Grenzgebiete, Bd. 61. 1904, p. 795-835
- « Zur Differentialdiagnostik negativistischer Phänomene » Psychiatrisch-neurologische Wochenschrift Bd. 37. 1904, p. 354-353, 357-363
- « Zur Nomenclatur "Dementia sejunctiva" » Neurologisches Zentralblatt Bd. 23. 1904, p. 1144-1146
- Das Freud'sche Ideogenitätsmoment und seine Bedeutung im manisch-depressiven Irresein Kraepelins, Leipzig: Vogel 1907
- « Die cerebrale Sekundärfunktion » Compte rendu des travaux du 1er Congrès International du Psychiatrie, de Neurologie, de Psychologie et de l'Alliance des aliénés tenu à Amsterdam  du 2 au 7 septembre 1907. Amsterdam : Bussy 1908, p. 593-597
- « Diskussionsbeiträge » Compte rendu des travaux du 1er Congrès international du Psychiatrie, de Neurologie, de Psychologie et de l'Alliance des aliénés tenu à Amsterdam du 2 au 7 septembre 1907. Amsterdam: Bussy 1908, p. 298, 598-599
- « Elterngewalt » Die Zukunft Bd. 65. 1908, p. 78-80
- Über psychopathische Minderwertigkeiten, Vienne et Leipzig: Braumüller 1909
- « Zur Überwindung der kulturellen Krise » Die Aktion Bd. 3. 1913, Sp. 384-387
- « Sigyn » (avec Franz Jung) Die Aktion Bd. 3. 1913, Sp. 439
- « Ludwig Rubiner's "Psychoanalyse" » Die Aktion Bd. 3. 1913, Sp. 506-507
- « Die Psychoanalyse oder wir Kliniker » Die Aktion Bd. 3. 1913, Sp. 632-634
- « Die Einwirkung der Allgemeinheit auf das Individuum » Die Aktion Bd. 3. 1913, Sp. 1091-1095
- « Anmerkungen zu einer  neuen Ethik » Die Aktion Bd. 3. 1913, Sp. 1141-1143
- « Notiz über Beziehungen ».  Die Aktion Bd. 3. 1913, p. 1180-1181
- « Der Fall Otto Gross. Brief an Maximilian Harden » Die Zukunft Bd. 86. 1914, p. 304-306
- « Über Destruktionssymbolik » Zentralblatt für Psychoanalyse und Psychotherapie Bd. 4. 1914, p. 525-534
- « Beitrag zur Kasuistik posttyphöser  Systemaffektionen » Wiener klinische Wochenschrift Bd. 28. 1915, p. 1429-1430
- « Bemerkung » (avec  Franz Jung) Die freie Straße Bd. 4. 1916. p. 2
- « Vom Konflikt des Eigenen  und Fremden » Die freie Straße Bd. 4. 1916. S. 3-5
- « Die kommunistische Grundidee in der Paradiessymbolik » Sowjet Bd. 1. 1919, p. 12-27
- « Orientierung der Geistigen » Sowjet Bd. 1. 1919, p. 1-5
- « Protest und Moral  im Unbewußten » Die Erde Bd. 1. 1919, p. 681-685
- « Zum Problem: Parlamentarismus » Die Erde Bd. 1. 1919, p. 639-642
- « Zur funktionellen  Geistesbildung des Revolutionärs » Räte-Zeitung Bd. 1. 1919, Nr.  52
- Drei Aufsätze über  den inneren Konflikt. Bonn: Marcus & Weber 1920 (Abhandlungen aus  dem Gebiete der Sexualforschung. Bd. 2, Nr. 3)
- « Zur neuerlichen Vorarbeit: vom Unterricht » Das Forum Bd. 4. 1920, p. 315-320

### Traduit en français
- Otto Gross, Révolution sur le divan, traduction française de Jeanne Etoré, et surtout une préface extrêmement documentée et complète sur la biographie de Gross et ses interactions avec Carl Gustav Jung, Freud et le mouvement psychanalytique de Jacques Le Rider, Éditions Solin, 1988  (ISBN 2-85376-063-4)
- Otto Gross, Psychanalyse et Révolution, Éditions du Sandre, Paris, 2011

### Sur Otto Gross
- Jacques Le Rider
  - Modernité viennoise et crises de l'identité, PUF-Quadrige, 2000  (ISBN 2-13-050602-X),
  - Otto Gross ; in S. Contou-Terquem (dir) : Dictionnaire Freud, 2015, éditions Laffont ; coll. Bouquins  (ISBN 2221125452)
- Hanania Alain Amar, Otto Gross et Wilhelm Reich : essai contre la castration de la pensée, L'Harmattan, coll. « L'Allemagne d'hier et d'aujourd'hui », Paris, 2008  (ISBN 2-296-06108-7)
- (en) Gottfried Heuer, The Devil Underneath the Couch: The Secret Story of Jung’s Twin Brother, Londres, juin 2003. Voir également la traduction française.
- (en) Robert Graham, Anarchism: A Documentary History of Libertarian Ideas, From Anarchy to Anarchism (300 CE to 1939), volume I, Black Rose Books, 2005, texte intégral.